# Brades
Brades er den største by og de facto hovedstad i det britiske oversøiske territorium Montserrat. Fra 2011 havde Brades en befolkning på 449.
Efter en række udbrud af vulkanen Soufrière Hills blev Plymouth, øens egentlige hovedstad, forladt.
 Der er for få eller ingen kildehenvisninger i denne artikel, hvilket er et problem. Du kan hjælpe ved at angive troværdige kilder til de påstande, som fremføres i artiklen.

16°47′34″N 62°12′38″V / 16.7928°N 62.2106°V